# Iota Trianguli Australis
Désignations
Iota Trianguli Australis (ι Trianguli Australis / ι TrA) est une étoile binaire de la constellation du Triangle austral. Elle est visible à l'œil nu avec une magnitude apparente de +5,27. L'étoile présente une parallaxe annuelle de 24,94 mas mesurée par le satellite Gaia, ce qui permet d'en déduire qu'elle est distante de ∼ 131 a.l. (∼ 40,2 pc) de la Terre. Le système se rapproche du Soleil à une vitesse radiale d'environ −6 km/s.
Iota Trianguli Australis est une binaire spectroscopique à raies doubles dont les deux étoiles complètent une orbite l'une autour de l'autre selon une période de 39,88 jours et avec une excentricité de 0,25. La composante la plus lumineuse, désignée Iota Trianguli Australis A, est une étoile sous-géante jaune-blanc de type spectral F4 IV. Il s'agit d'une variable de type Gamma Doradus, pulsant sur une plage de variation de 0,12 magnitude et avec une période dominante de 1,45 jour.
Le système possède un compagnon purement visuel de magnitude 9,42, distant de 16,2 secondes d'arc. Cette étoile ne doit pas être confondue avec la composante secondaire de la binaire spectroscopique. Le compagnon optique est séparable dans un télescope d'un diamètre de 7,5 cm, où Iota Trianguli Australis apparaît comme une étoile double jaune et blanche.